# Komori
Zveza Komori (do leta 2002 Islamska zvezna republika Komori) je neodvisna otoška država v severnem delu Mozambiškega kanala v Indijskem oceanu, med severnim Madagaskarjem in severnim Mozambikom. Država sestoji iz treh ognjeniških otokov: Velikega Komorja, Mohelija in Anjouana, medtem ko je otok Mayotte pod nadzorom Francije, a ga zahtevajo Komori.

## Zgodovina
Na območje Komorov so skozi stoletja vdirala različna ljudstva z obal Afrike, Perzijskega zaliva, Indonezije in Madagaskarja. Portugalski raziskovalci so obiskali otočje leta 1505.
Med letoma 1841 in 1912 je Francija vzpostavila kolonialno vlado in otočje postavila pod upravo Madagaskarja. Kasneje francoski naseljenci, francoske družbe in bogati arabski trgovci vzpostavijo na plantažah osnovano ekonomijo.
Leta 1973 je s Francijo dosežen sporazum, po katerem naj bi leta 1978 postali neodvisni, vendar pa že 6. julija 1975 komorski parlament preda resolucijo o neodvisnosti. Zastopniki otoka Mayotte se pri tem vzdržijo. Na dveh referendumih, decembra 1974 in februarja 1976, prebivalstvo otoka voli proti neodvisnosti in tako ostane pod Francijo.